# Eugenio Santiago Peyrou
Eugenio Santiago Peyrou (Buenos Aires, 29 de octubre de 1913 - Ushuaia, 2 de marzo de 2005) fue un sacerdote salesiano argentino, obispo católico de la diócesis de Comodoro Rivadavia entre 1964 y 1974.
Ingresó como aspirante a la Orden de los Salesianos de Don Bosco en 1926, e inició su noviciado al año siguiente. Realizó sus primeros votos en 1930, y la profesión perpetua en 1936. Posteriormente fue a estudiar teología a Roma, donde fue ordenado sacerdote el 17 de diciembre de 1939. Antes se había graduado en Argentina como docente, siendo director de escuela en Tierra del Fuego a partir de 1955. 
El 24 de junio de 1964 el papa Paulo VI lo nombró obispo diocesano de Comodoro Rivadavia. Su antecesor, y entonces arzobispo de Salta,  Carlos Mariano Pérez Eslava, le confirió la orden episcopal el 16 de agosto de ese mismo año. 
Participó como padre conciliar en la tercera y cuarta sesiones del Concilio Vaticano II
Renunció a su cargo el 19 de febrero de 1974, y desde 1977 trabajó en la pastoral parroquial en Ushuaia y se licenció en teología moral por la Pontificia Universidad Gregoriana. En 1987 asumió como vicario episcopal para Tierra del Fuego. En 1993 fundó un colegio secundario en Ushuaia y recibió la ciudadanía honoraria de esa ciudad. Hasta su muerte trabajó como maestro de escuela y en el ministerio pastoral de la diócesis.
Murió el 2 de marzo de 2005 a la edad de 91 años.